# Zeriassa tuxeni
Espèce
Zeriassa tuxeni est une espèce de solifuges de la famille des Solpugidae.

## Distribution
Cette espèce est endémique d'Afrique du Sud.

## Publication originale
- Lawrence, 1965 : Some new or little known Solifugae from Southern Africa. Proceedings of the Zoological Society of London, vol. 144, p. 47-59.